# Marietta, Ohio
Marietta är en stad i Washington County i Ohio, USA. Staden ligger i sydöstra Ohio, längs med Ohiofloden. Marietta är administrativ huvudort (county seat) i Washington County. Vid folkräkningen år 2000 uppgick invånarantalet till 14 515 personer.